# Городецький Герасим Мойсейович
Герасим Мойсейович Городецький (7 липня 1876 — 19 липня 1956) — інженер, професор Київського політехнічного інституту.

## Біографія
1898 року закінчив Київський університет Святого Володимира. Потім у 1901 р. здобув другу вищу електротехнічну освіту у технічній школі Дармштадта (Німеччина). У 1901–1913 рр. працював інженером-дослідником у ряді великих концернів Німеччини. Тоді ж захистив кандидатську дисертацію. Протягом 1913–1920 рр. був представником фірми «AEG» в Україні.
1921 року перейшов на викладацьку роботу до Київського політехнічного інституту, в якому викладав сорок років. Був першим керівником кафедри електричних мереж, систем і техніки високих напруг; в 1938–1941 роках був деканом факультету електроенерготехніки та автоматики. Як інженер брав участь у електрифікації заводів в Україні.

Могила Городецьких

Помер 19 липня 1956 року. Похований в Києві на Лук'янівському цвинтарі (ділянка № 17, ряд 11, місце 2). На могилі пірамідальний обеліск з білого мармуру.

## Наукова діяльність
Найбільш відомі його праці «Електричні станції і мережі» (1939) та «Розрахунок електричних мереж» (1953) були допущені як навчальні посібники для відповідних спеціальностей вищих навчальних закладів держави. Він приділяв значну увагу навчально-методичній та науковій роботі. Опублікував десятки наукових статей.
Наукові розробки та дослідження властивостей дротів маловуглецевої сталі під керівництвом професора Городецького, стали основою для створення сталевих дротів. Свого часу ця робота мала велике народногосподарське значення.

## Нагороди
Нагороджений орденами Леніна, «Знак Пошани», медалями.